# Bezbednosni list
Bezbednosni list (SDS), bezbednosni list materijala (MSDS) ili bezbednosni list proizvoda (PSDS) je dokument koji navodi informacije koje se odnose na bezbednost i zdravlje na radu za upotrebu različitih supstanci i proizvoda. SDS je sistem koji se široko koristi za katalogizaciju informacija o hemikalijama, hemijskim jedinjenjima i hemijskim smešama. Informacije o SDS-u mogu uključivati uputstva za bezbednu upotrebu i potencijalne opasnosti povezane sa određenim materijalom ili proizvodom, zajedno sa procedurama za rukovanje prosutim materijalom. Stariji MSDS formati mogu se razlikovati od izvora do izvora unutar zemlje u zavisnosti od nacionalnih zahteva; međutim, noviji SDS format je međunarodno standardizovan.
Bezbednosni list za supstancu nije prvenstveno namenjen za upotrebu od strane opšteg potrošača, već se fokusira na opasnosti rada sa materijalom u radnom okruženju. Takođe postoji obaveza pravilnog obeležavanja supstanci na osnovu fizičko-hemijskog, zdravstvenog ili ekološkog rizika. Oznake mogu uključivati simbole opasnosti kao što su standardni simboli Evropske unije. Isti proizvod (npr. boje koje se prodaju pod identičnim markama od strane iste kompanije) može imati različite formulacije u različitim zemljama. Formulacija i opasnosti proizvoda koji koriste generički naziv mogu se razlikovati među proizvođačima u istoj zemlji.

## Globalno harmonizovani sistem
Globalno harmonizovani sistem klasifikacije i obeležavanja hemikalija sadrži standardnu specifikaciju za bezbednosne listove. SDS sledi format od 16 odjeljaka koji je međunarodno dogovoren, a posebno za supstance, SDS bi trebao biti praćen aneksom koji sadrži scenarije izloženosti konkretnoj supstanci. 16 sekcija su:
- Odeljak 1: Identifikacija supstance/smeše i kompanije/preduzeća
  - 1.1. Identifikator proizvoda
  - 1.2. Relevantne identifikovane upotrebe supstance ili smeše i upotrebe koje se ne preporučuju
  - 1.3. Detalji o dobavljaču bezbednosnog lista
  - 1.4. Broj telefona za hitne slučajeve
- Odeljak 2: Identifikacija opasnosti
  - 2.1. Klasifikacija supstance ili smeše
  - 2.2. Elementi etikete
  - 2.3. Druge opasnosti
- Odeljak 3: Sastav/informacije o sastojcima
  - 3.1. Supstance
  - 3.2. Smeše
- Odeljak 4: Mere prve pomoći
  - 4.1. Opis mera prve pomoći
  - 4.2. Najvažniji simptomi i efekti, akutni i odloženi
  - 4.3. Indikacija da je potrebna hitna medicinska pomoć i poseban tretman
- Odeljak 5: Mere za gašenje požara
  - 5.1. Sredstva za gašenje požara
  - 5.2. Posebne opasnosti koje proizlaze iz supstance ili smeše
  - 5.3. Saveti za vatrogasce
- Odeljak 6: Mera u slučaju slučajnog ispuštanja
  - 6.1. Lične mere predostrožnosti, zaštitna oprema i postupci u hitnim slučajevima
  - 6.2. Mere zaštite životne sredine
  - 6.3. Metode i materijal za zadržavanje i čišćenje
  - 6.4. Upućivanje na druge odeljke
- Odeljak 7: Rukovanje i skladištenje
  - 7.1. Mere predostrožnosti za bezbedno rukovanje
  - 7.2. Uslovi za bezbedno skladištenje, uključujući sve nekompatibilnosti
  - 7.3. Specifične krajnje upotrebe
- Odeljak 8: Kontrola izloženosti/lična zaštita
  - 8.1. Kontrolni parametri
  - 8.2. Kontrole ekspozicije
- Odeljak 9: Fizička i hemijska svojstva
  - 9.1. Podaci o osnovnim fizičkim i hemijskim svojstvima
  - 9.2. Ostale informacije
- Odeljak 10: Stabilnost i reaktivnost
  - 10.1. Reaktivnost
  - 10.2. Hemijska stabilnost
  - 10.3. Mogućnost opasnih reakcija
  - 10.4. Uslovi koje treba izbegavati
  - 10.5. Nekompatibilni materijali
  - 10.6. Opasni proizvodi razlaganja
- Odeljak 11: Toksikološke informacije
  - 11.1. Podaci o toksikološkim efektima
- Odeljak 12: Ekološke informacije
  - 12.1. Toksičnost
  - 12.2. Postojanost i razgradljivost
  - 12.3. Bioakumulativni potencijal
  - 12.4. Mobilnost u zemljištu
  - 12.5. Rezultati PBT i vPvB procene
  - 12.6. Ostali neželjeni efekti
- Odeljak 13: Odlaganje
  - 13.1. Metode tretmana otpada
- Odeljak 14: Podaci o transportu
  - 14.1. UN broj
  - 14.2. Ispravno ime za otpremu prema UN
  - 14.3. Klasa(e) opasnosti u transportu
  - 14.4. Grupa za pakovanje
  - 14.5. Opasnosti za životnu sredinu
  - 14.6. Posebne mere opreza za korisnika
  - 14.7. Transport u rasutom stanju u skladu sa Aneksom II MARPOL-a[5] i Kodeksom IBC
- Odeljak 15: Regulatorne informacije
  - 15.1. Bezbednosni, zdravstveni i ekološki propisi/zakoni specifični za supstancu ili smešu
  - 15.2. Procena hemijske bezbednosti
- ODELJAK 16: Ostale informacije
  - 16.2. Datum posljednje revizije SDS-a

## Међународни и национални захтеви
Безбедносни листови су постали неодвојиви део система Регулативе (ЕЗ) бр. 1907/2006 (REACH). Почетни захтеви REACH-а у вези с безбедносним листовима даље су прилагођени узимајући у обзир правила за безбедносне листове Глобалног хармонизованог система (GHS) и имплементацију других елемената GHS-а у законодавству ЕУ, који су уведени Регулативом (ЕЗ) бр. 1272/2008 (CLP) кроз ажурирање Прилога II REACH-а.
Безбедносни лист мора бити доступан на званичном језику државе чланице ЕУ на чије тржиште се ставља супстанца или смеша, осим ако заинтересована држава чланица (чланице) није предвидела другачије (члан 31(5) REACH-а). Европска агенција за хемијске супстанце (ECHA) објавила је документ о смерницама за израду безбедносних листова.
У Немачкој се безбедносни листови морају израђивати у складу са Регулативом REACH бр. 1907/2006. Захтеви у вези с националним аспектима дефинисани су у Техничком правилу за опасне супстанце (TRGS) 220 „Национални аспекти при изради безбедносних листова“. Национална мера, споменута у одељку 15 SDS-а, је, на пример, класа опасности за воду (WGK), која је заснована на прописима који регулишу системе за руковање супстанцама опасним за воду (AwSV).
Холандски безбедносни листови познати су као veiligheidsinformatieblad или Chemiekaarten. То је збирка безбедносних листова за најшире коришћене хемикалије. Chemiekaarten boek је доступан у продаји, али је такође доступан и преко образовних институција, попут веб сајта који нуди Универзитет Гронинген.
Према захтевима, безбедносни листови морају бити лако доступни кроз више канала, укључујући дигиталне и физичке копије. Време је пресудно када се ради са хемијским изливањима или изложеностима. Многе компаније нуде услуге прикупљања или писања и прегледа безбедносних листова како би осигурале њихову актуелност и доступност за претплатнике или кориснике. Неке јурисдикције намећу јасну обавезу да се сваки SDS редовно ажурира, обично сва три до пет година. Међутим, када се појаве нови подаци, SDS мора бити прегледан без одлагања. Ако пуни SDS није могућ, треба израдити скраћену етикету радног места.